# Liste der Kulturdenkmäler in Frankfurt-Praunheim
In der Liste der Kulturdenkmäler in Frankfurt-Praunheim sind alle Kulturdenkmäler im Sinne des Hessischen Denkmalschutzgesetzes in Frankfurt-Praunheim, einem Stadtteil von Frankfurt am Main aufgelistet.
Grundlage ist die Denkmaltopographie aus dem Jahre 1994, die zuletzt 2000 durch einen Nachtragsband ergänzt wurde.
Alle alten Gebäude im alten Kern von Praunheim sind zu den Kulturdenkmälern in Frankfurt-Praunheim hinzuzuzählen, auch ist die Mayische Siedlung komplett (Siedlung Praunheim und Siedlung Westhausen) unter Denkmalschutz (nicht nur einzelne Gebäude, wie oft gedacht).

## Frankfurt-Praunheim
| Bild                               | Bezeichnung                                                     | Lage | Beschreibung | Bauzeit                                                  | Objekt-Nr. |
| ---------------------------------- | --------------------------------------------------------------- | --- | --- | -------------------------------------------------------- | ---------- |
| weitere Bilder                     | ehemalige Praunheimer Werkstätten, jetziges Flüchtlingswohnheim | Alt-Praunheim 2 LageFlur: 8, Flurstück: 139/6, 139/7, 139/8, 139/9, 139/10 | Beschützende Werkstatt für die Waisenhausstiftung 1965 von T. Rocholl am Rande Alt Praunheims errichtet. Verklinkerter Betonskelettbau mit interessanter Fensterlösung in quadratischen Werksteinrahmen.                                                                                           | 1965                                                     | 155735 DDB |
| weitere Bilder                     | Ehem. Junkerhof / Zehntscheune                                  | Graebestraße 4/6 LageFlur: 7, Flurstück: 46/70, 46/17, 46/16 | Wohnhaus, Vereinsheim, Hofanlage mit Zehntscheune in Bruchsteinmauerwerk 14. Jahrhundert | 14. Jahrhundert                                          | 155359 DDB |
| weitere Bilder                     | Ev. Auferstehungskirche                                         | Graebestraße 8-10 LageFlur: 7, Flurstück: 46/12 | Die evangelische Auferstehungskirche, eine barocke Saalkirche aus dem 18. Jahrhundert. Die Pfarrkirche im damals selbständigen Dorf Praunheim wurde von 1770 bis 1773 anstelle eines durch Brand zerstörten Vorgängerbaues errichtet.                                                              | um 1773 (Kernbau) / um 1945 Neuaufbau nach Kriegsschäden | 155361 DDB |
| Alt-Praunheim 17                   | Wohnhaus                                                        | Alt-Praunheim 17 Lage | Wohnhaus, 18. Jahrhundert. Teile des ehem. barocken Dorfkerns erhalten | 18. Jahrhundert                                          |            |
| Alt-Praunheim 34                   | Wohnhaus                                                        | Alt-Praunheim 34 LageFlur: 8, Flurstück: 344/192 | Traufständiges Wohnhaus des 19. Jh. mit angrenzendem Nebengebäude im Hof; Teil des ehem. Dorfkerns. | 19. Jahrhundert                                          | 155347     |
| Alt-Praunheim 36                   | Wohnhaus                                                        | Alt-Praunheim 36 LageFlur: 8, Flurstück: 194/1 | Wohnhaus, 18. Jahrhundert. Teile des ehem. barocken Dorfkerns erhalten | 18. Jahrhundert                                          | 155348     |
| weitere Bilder                     | Wohnhaus                                                        | Alt-Praunheim 42 LageFlur: 8, Flurstück: 647/231 | Barockes, giebelständiges Fachwerkhaus von 1726/27 unter Verputz. Nebengebäude an einem Hof. | 18. Jahrhundert                                          | 155349     |
| weitere Bilder                     | Kneipe                                                          | Alt-Praunheim 44 LageFlur: 8, Flurstück: 648/232 | Kneipe. Barockes, traufständiges Fachwerkhaus des 18. Jh. auf massivem Erdgeschoss in qualitätvollem Sichtfachwerk mit Mannformen und Rautenmustern; Heimbahn der SG Praunheim Kegeln | 18. Jahrhundert                                          | 155350     |
| weitere Bilder                     | Bunker                                                          | Eberstadtstraße 35 LageFlur: 15, Flurstück: 1/12 | Bunker | 1941–42                                                  | 202480 DDB |
| weitere Bilder                     | Friedhof Kollwitzstraße - Westhausen                            | Kollwitzstraße bei Nr. 27 LageFlur: 17, Flurstück: 1/19 | Trauerhalle auf dem Friedhof Westhausen, 1958 von G. Bock für die Stadt geplant, 1963 ausgeführt. Die von O. H. Hajek gestaltete Wand trennt die große Trauerhalle vom Funktionsbau und geleitet den Zug der Trauernden. Dach und Ostwand der Halle als Stahlbetonfaltwerk. Aufwändiges Interieur. | 1958 bis 1963                                            | 155797 DDB |
| Christ-König-Kirche                | Christ-König-Kirche                                             | Damaschkeanger 158 LageFlur: 14, Flurstück: 3/20, 272/1 | Die römisch-katholische Christ-König-Kirche im Frankfurter Stadtteil Praunheim entstand 1930 mit der Entwicklung der Siedlung Praunheim, eines Projekts des Neuen Frankfurt, und wurde 1951 umfassend umgebaut.                                                                                    | 1930                                                     | 202468 DDB |
| Eberfeldschule Frankfurt Praunheim | Ebelfeldschule Früher Hindenburgschule                          | Am Praunheimer Hohl 4 LageFlur: 16, Flurstück: 11/6, 105/11 | Freiflächenschule von 1929/1930 nach Entwurf von E. Kaufmann und W. Pullmann in Bauweise von mehreren Pavillons | 19. Jahrhundert                                          | 155370 DDB |
| Bild gesucht BW                    | Siedlung Praunheim                                              | Ludwig-Landmann-Straße östlich LageFlur: 14 sowie 15 sowie 18, Flurstück: 25/1 bis 34/1 sowie 7/5 mit 9/2, sowie 11/239 bis 241; 38/11;41/11;49/11;55/11;57/11;63/11;65/11;;71/11 | Siedlung aus dem Jahre 1927 bis 1929 (nach May) | 20. Jahrhundert                                          |            |
| weitere Bilder                     | Siedlung Westhausen                                             | Ludwig-Landmann-Straße westlich Lage | Siedlung aus dem Jahre 1929/1930 (nach May) | 20. Jahrhundert                                          |            |

## Friedhof von Praunheim
Der Ergänzungsband von Volker Rödel zur Denkmaltopographie, Die Frankfurter Stadtteilfriedhöfe, nennt eine Reihe von Grabmalen auf dem Friedhof Praunheim, die ebenfalls unter Denkmalschutz stehen.
| Bild | Gewann  | Name(n)       | Jahr | Steinmetz       | Beschreibung |
| ---- | ------- | ------------- | ---- | --------------- | --- |
|      | A/1     | Kellner       | 1943 | Hölters         | Schlichter Pfeiler aus geschliffenem Granit mit stilisiertem Blütenrelief in wappenförmigem Spiegel.                                                  |
|      | A/2     | Walther       | 1965 | Heinrich Knorr  | Gebauchte Stele aus geschliffenem Granit mit graviertem Kreuz.                                                                                        |
|      | A/3     | Krüger        | 1944 | 0               | Pfeilerstele aus poliertem roten Granit mit graviertem Christusmonogramm.                                                                             |
|      | A/4     | Griesinger    | 1944 | 0               | Pfeilerstele aus rotem Sandsteine mit Kreuzrelief. |
|      | A/5     | Jäger         | 1944 | 0               | Pfeilerstele aus poliertem grauen Granit mit erhabener Schrift und einem von den griechischen Buchstaben Alpha und Omega flankierten Kreuz.           |
|      | A/28    | Muth          | 1951 | L + M Ludascher | Wandstele aus geschliffenem roten Sandstein. Über der reliefierten Inschrift befindet sich ein Flachrelief eines Pilgers vor einem Kreuz.             |
|      | A/287   | Sattler-Schad | 1946 | 0               | Schmucklose Pfeilerstele aus poliertem Granit mit Schriftgravur.                                                                                      |
|      | A/289   | Schiller      | 1946 | 0               | Pfeilerstele mit vierseitig rundbogigem Abschluss aus poliertem roten Granit. Die Bronzeinschrift ist erhaben, darüber eine reliefierte Blumenschale. |
|      | A/290   | Zellekens     | 1947 | 0               | Pfeilerstele mit vierseitig rundbogigem Abschluss aus geschliffenem Travertin mit gravierter Schrift und Kreuz.                                       |
|      | Frl/56  | Hubel         | 1935 | 0               | Stele in expressionistisch übersetzter Form einer Ädikula mit eingeschriebenem Kreuz.                                                                 |
|      | Frl/192 | Rühl          | 1844 | 0               | Neogotische Ädikula mit reicher Maßwerkverzierung aus rotem Sandstein.                                                                                |